# Garmin
Garmin Ltd. (NASDAQ: GRMN) es una empresa tecnológica que desarrolla y fabrica dispositivos de GPS para el ámbito civil, principalmente para tránsito terrestre, aunque también naval y aéreo.
Con sede en George Town (Islas Caimán), fue fundada en 1989 por Gary Burrel y Min Kao (GarMin). Su subsidiaria Garmin International, Inc. actúa como central de las compañías de Garmin Ltd. con sede en Olathe (Kansas, Estados Unidos). Mientras que su mayor subsidiaria operativamente (y productora principal) es Garmin (Asia) Corp. (en chino: 台灣國際航電股份有限公司), ubicada en Sijhih City (Taipéi, en Taiwán).

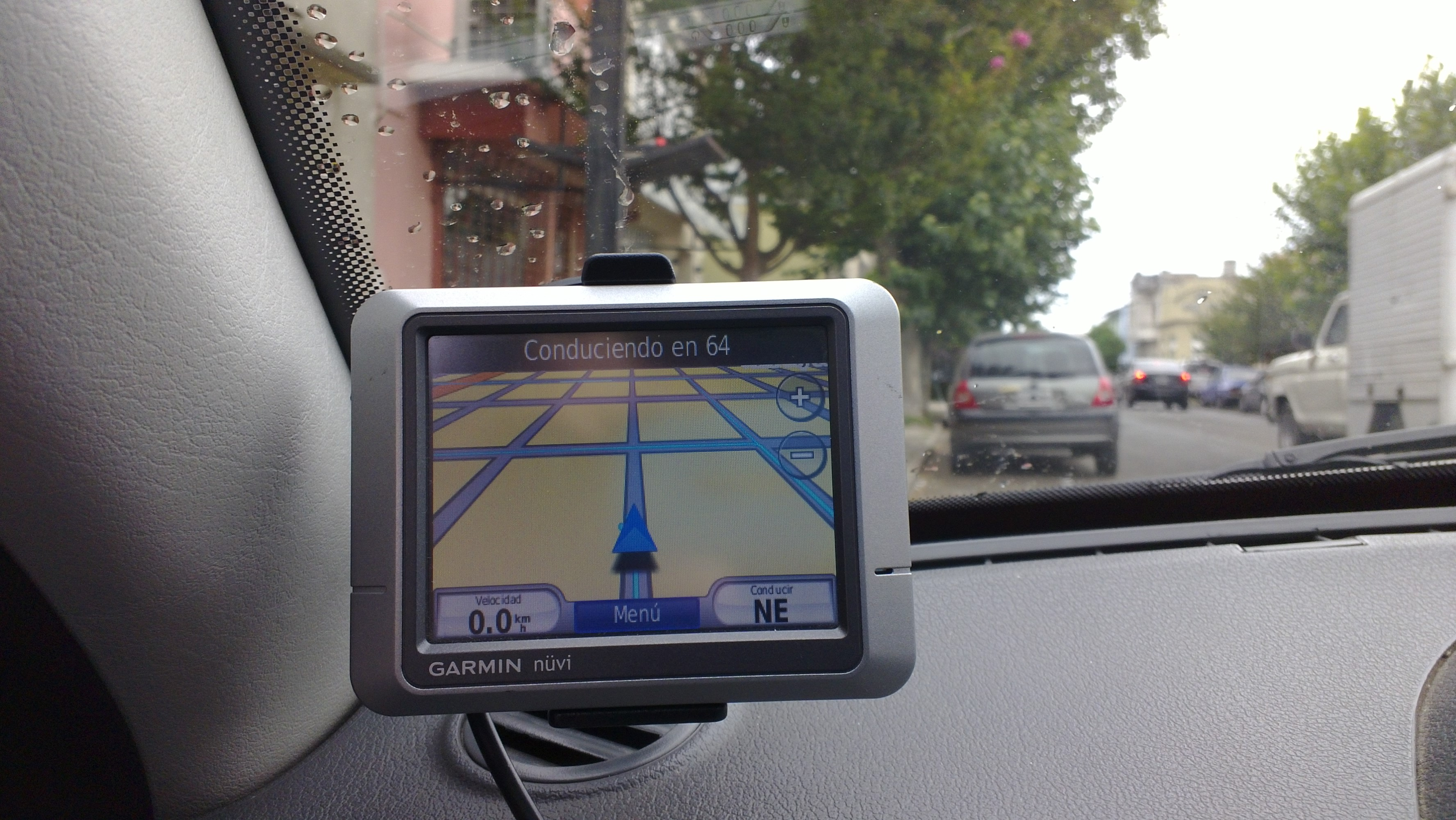
Un dispositivo GPS Garmin Nüvi 200, colocado en un parabrisas y mostrando datos de navegación libre.

Como empresa también ofrece accesorios y software de operación y sincronización con PC (BaseCamp Mobile) o teléfonos inteligentes (StreetPilot).

Entre sus productos deportivos son:
- Garmin Vector 2 (potenciómetro de ciclismo)
- Garmin Vector 3 (siguiente generación del Vector 2
- Garmin Edge 1000 (GPS)
- Garmin Edge 130 (GPS)
- Garmin Edge 520 y 520 plus (GPS)
- Garmin Edge 830 (GPS)